# Scottish League Cup 2023/24
De Scottish League Cup 2023/24, ook wel de Viaplay Cup  genoemd naar de sponsor Viaplay, was de 78ste editie van het op één na meest prestigieuze knock-out toernooi van Schotland; de Scottish League Cup.
Rangers Football Club won dit toernooi voor de 28ste maal door Aberdeen met 1–0 te verslaan in de finale.